# Aires protégées de Slovénie
Les aires protégées de Slovénie recouvrent au total plus d'un tiers du territoire, représentant plus de 22 000 espèces animales et végétales. 
Le pays possède une diversité d'aires protégées avec notamment un parc national, des parcs régionaux, des parcs paysagers, des réserves et monuments naturels.

## Histoire
Le premier parc naturel de Slovénie est la forêt primaire de Krokar à Kočevje qui a été créé en 1888. Le parc national de Triglav a été créé en 1924.
En 1991 la Slovénie est devenu un pays indépendant.

## Liste

### Parc national

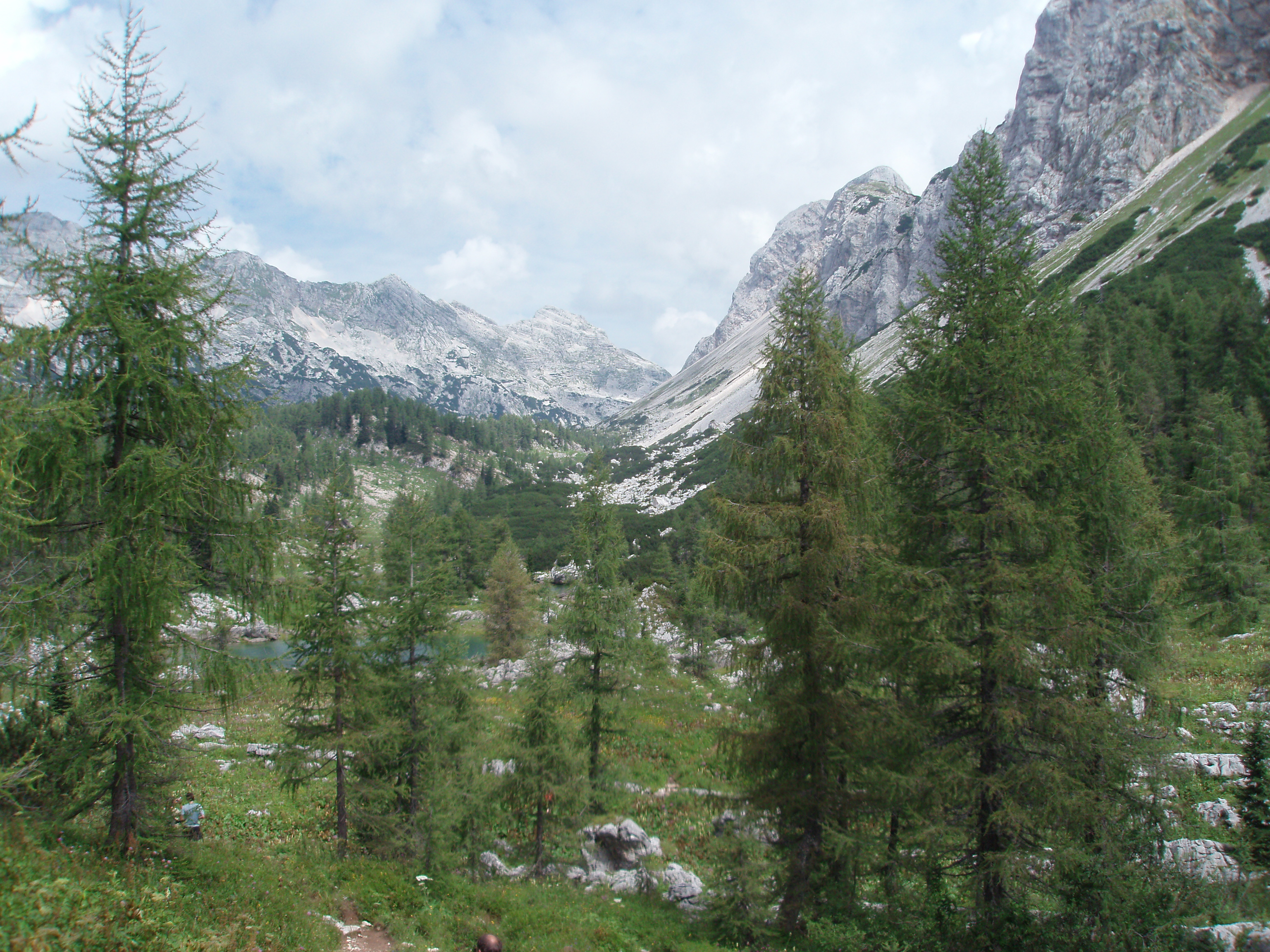
Vallée du Triglav

La Slovénie possède un parc national, le parc national de Triglav (en slovène : Triglavski Narodni Park). Son nom provient de la plus haute montagne du pays, le mont Triglav, situé au centre du parc.

### Parcs régionaux
La Slovénie possède trois parcs régionaux (en slovène : Regiski park) :
- Parc régional des grottes de Škocjan
- Parc régional de Notranjska
- Parc régional de Pohorje

### Parcs paysagers
La Slovénie dispose de 47 parcs paysagers (en slovène : Krajinski park).

### Réserves naturelles
La Slovénie dispose de 57 réserves naturelles (en slovène :  Naravni rezervat).
Parmi celles-ci, certaines sont intégrales (catégorie IUCN: Ia) :
- Iški morost
- Barje Ledina - na Jelovici
- Ribniki v dolini Drage
- Goriški mah
- Strajanov breg
- Rastišče Rakitovca - Središče ob Dravi

Autres réserves naturelles :
- Blato na Jelovici ali Za Blatom na Jelovici
- Dolina Triglavskih jezer
- Golaki in Smrekova draga - botanična lokaliteta, mrazišče in gozdni rezervat v Trnovskem gozdu
- Goriški mah
- Gozdni rezervat Boč
- Gozdni rezervat Bukovžlak
- Gozdni rezervat Kozlerjeva gošča - barski gozd na Ljubljanskem barju
- Gozdni, delno pragozdni rezervat Boč - Plešivec (Boč / Plešivec)
- Gozdni rezervat Šumik - gozdni rezervat ob Lobnici na Pohorju
- Greben Smrekovec-Komen
- Hrastov gozd v Krakovem pri Kostanjevici (Krakovski gozd)
- Naravni rezervat Huda luknja, Špehovka, Pilanca
- Izvir Save - Zelenci
- Jezerc pri Logatcu
- Log pod Mangartom: sestoj črnega bora
- Mala Pišenca pri Kranjski gori
- Mali Rožnik (tudi Rakovnik; krajinski park Tivoli, Rožnik in Šišenski hrib)
- Melišče pod Planjavo
- Meljski hrib
- Morež: južna pobočja
- Mostec
- Naravni rezervat Zlatoličje
- Naravni rezervat Bukov vrh
- Naravni rezervat Lahinjske luge
- Naravni rezervat Mali plac - v bližini kraja Bevke na Ljubljanskem barju
- Naravni rezervat Nerajske luge
- Naravni rezervat Struga
- Naravni rezervat Strunjan
- Notranjski Snežnik
- Obrež
- Orlek - Orleška draga
- Pragozd Trdinov vrh in Pragozd Ravna gora na Gorjancih
- Pragozd Pečke
- Rastišče rumenega sleča
- Rezervat Ormoško jezero
- Škocjanski zatok - v neposredni bližini Kopra

### Monuments naturels
La Slovénie comprend 1 457 monuments naturels.

## Conventions internationales

### Patrimoine mondial
La liste du patrimoine mondial de l'Unesco comprend deux biens naturels en Slovénie :
- les Grottes de Škocjan ;
- deux sous-sites des forêts primaires de hêtres des Carpates et d'autres régions d'Europe : la forêt vierge de Krokar et la réserve forestière de Snežnik-Ždrocle.

### Réserve de biosphère
La Slovénie dispose d'une réserve de biosphère (Alpes juliennes), désignée par l'Unesco en 2003. Elle a été fusionnée avec la réserve de biosphère italienne (désignée en 2019) pour devenir transfrontière.  Elle couvre une superficie de 2 671 km2, avec des aires centrales de 735 km2, des zones tampons de 438 km2 ainsi que des aires de transition d’une superficie totale de 1 497 km2, où vivent 109 060 habitants répartis dans 20 municipalités.

### Géoparcs
La Slovénie possède deux géoparcs, le géoparc des Karavanke et le géoparc d'Idrija.

### Sites Ramsar
Le pays compte 3 sites Ramsar, couvrant une superficie de 82,05 km2:
- Salines de Sečovlje
- Grottes de Škocjan
- Lac de Cerknica et ses environs

### Natura 2000

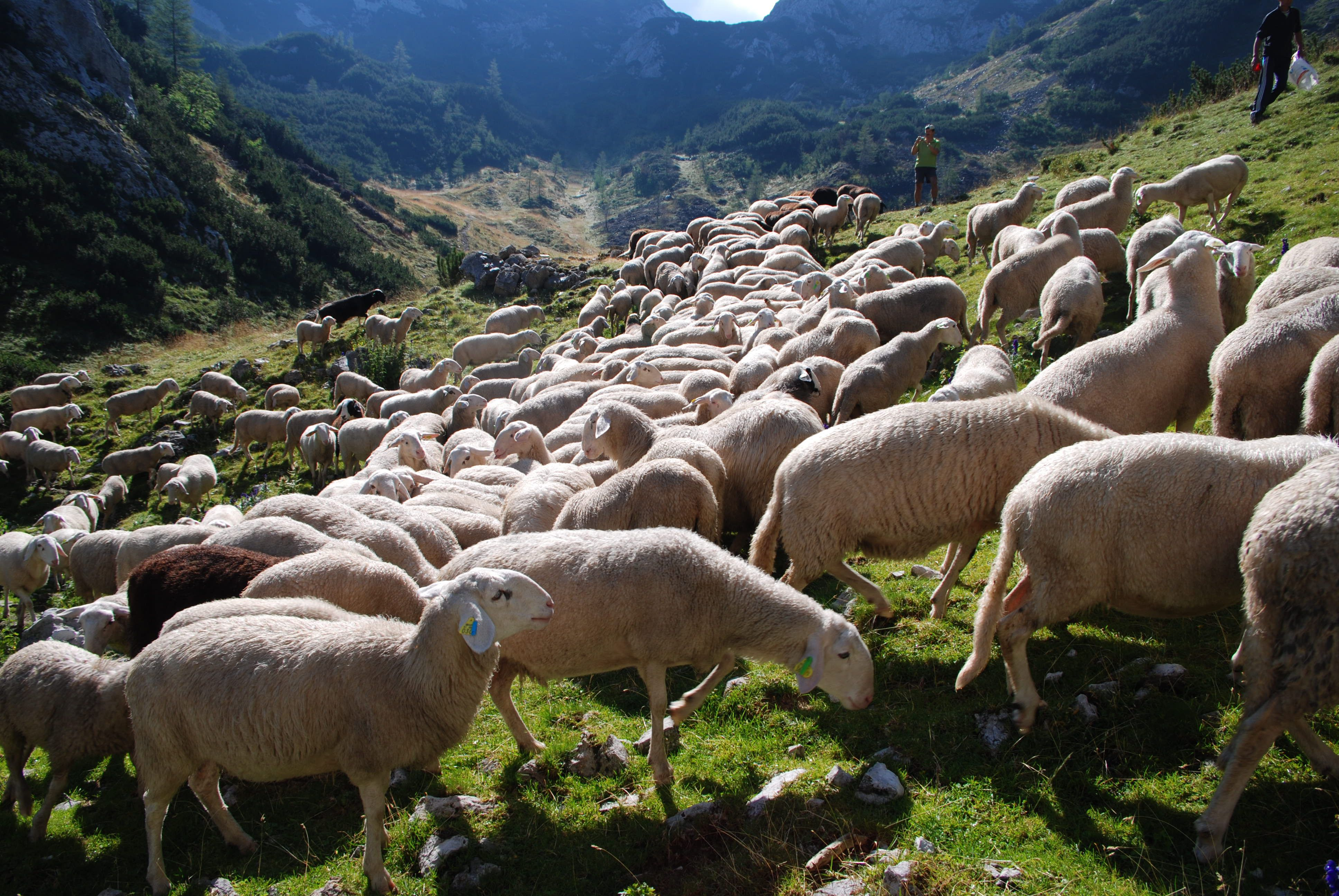
Pâturage ovin dans les Alpes kamniques.

En décembre 2018, la Slovénie comptait 355 sites du réseau Natura 2000 dont :
- 31 zones de protection spéciale (ZPS) pour les oiseaux sur une superficie de 5 075 km2 ;
- 324 zones spéciales de conservation (ZSC) (dont les pSIC, SIC) pour les habitats et les espèces sur une superficie de 6 638 km2.

La superficie totale est de 7 682 km2, ce qui représente 37,8 % de la surface terrestre et marine du territoire de la Slovénie.
Dans le réseau Natura 2000 slovène, 70% des surfaces sont couvertes par de la forêt et 20% par des terres agricoles. Par ailleurs, 13% des surfaces correspondraient à des prairies permanentes, de différents types.
Les Mesures agroenvironnementales n'ont eu qu'un effet limitées pour la préservation de la diversité des paysage agricoles en Slovénie, en grande partie à cause des paiements directs de la PAC, 4 fois supérieurs, qui ont eux un effet clairement négatifs. Et les MAE de la périodes 2005-2013 n'ont pas permis de préserver efficacement les prairies à hautes valeur naturelle.